# Mark Smolinski
(en) Statistiques sur pro-football-reference
Mark Wayne Smolinski, né le 9 mai 1939 à Alpena, est un joueur américain de football américain.

## Biographie

### Enfance
Smolinski étudie à la Rogers City High School de Rogers City et en sort diplômé en 1957,. Il joue dans l'équipe de football américain aux postes de fullback et de linebacker.

### Carrière

#### Université
Étudiant de 1957 à 1960 à l'université du Wyoming, Smolinski évolue pendant trois ans avec les Cowboys et remporte, à chaque reprise, le championnat de la Skyline Conference, participant même au Sun Bowl 1958. Il devient capitaine de l'équipe de football américain en 1960 et décroche une sélection dans l'équipe de l'année pour la conférence. Smolinski effectue 223 courses durant son parcours universitaire pour 890 yards et cinq touchdowns sans oublier treize réceptions pour 146 yards et un touchdown, entrant au temple de la renommée de l'université en 2014.

#### Professionnel
Mark Smolinski n'est sélectionné par aucune équipe lors de la draft 1961 de la NFL. Il s'engage avec les Colts de Baltimore où il est fullback remplaçant avant d'être remercié en 1963 et de signer avec les Jets de New York. Après une première saison comme titulaire, Smolinski est envoyé sur le banc et devient membre de la rotation comme running back pendant cinq saisons, se retrouvant derrière Matt Snell, et remportant le Super Bowl III,,.
Durant sa carrière, Smolinski se montre par de bonnes qualités de bloqueur et se retrouve en position de tight end lors de certains snaps.